# Ontario (renklóda)

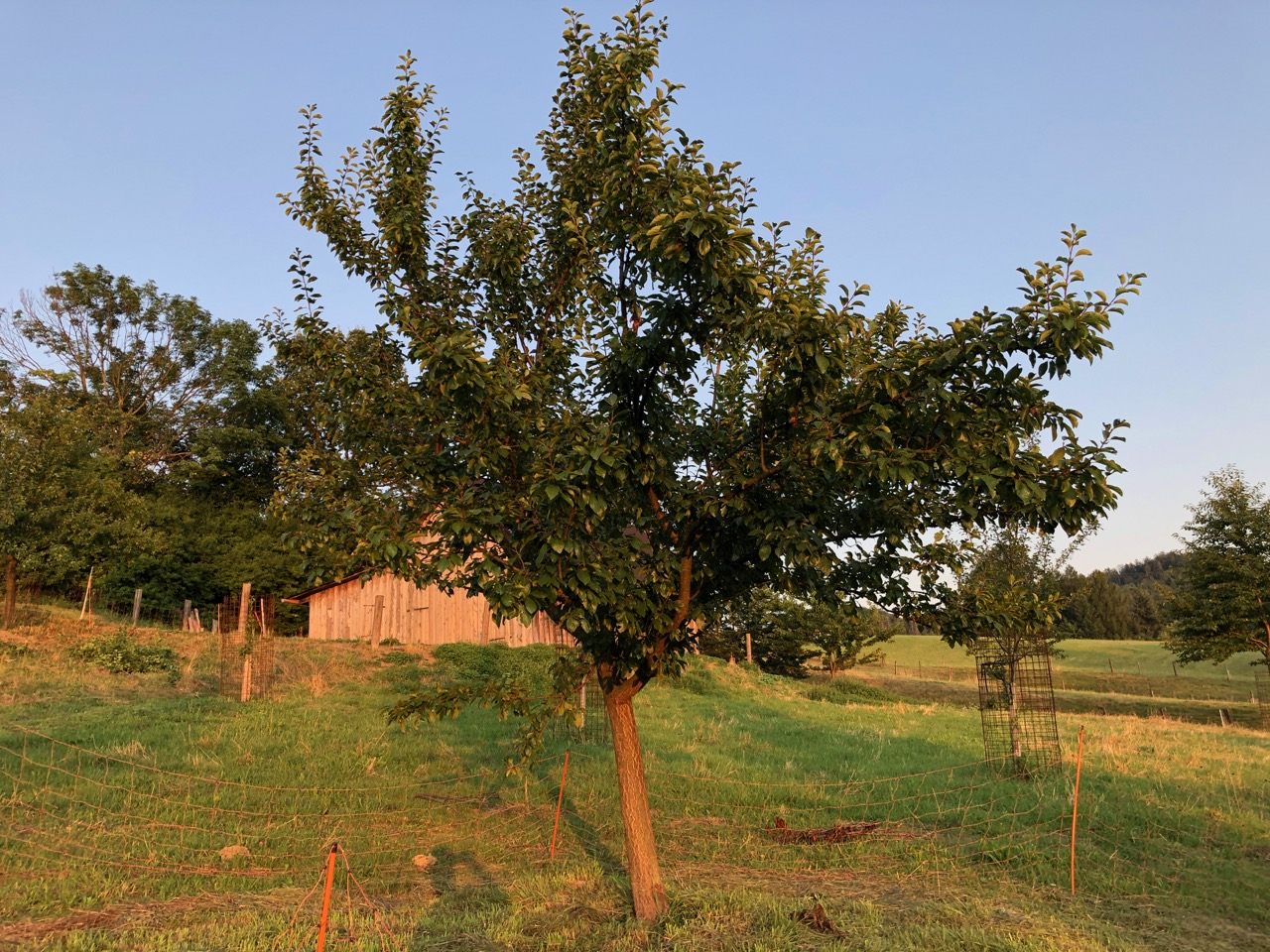
Strom odrůdy Ontario

Ontario (Prunus domestica 'Ontario') je ovocný strom, kultivar druhu slivoň renklóda z čeledi růžovitých. Odrůda byla introdukována ze Severní Ameriky. Je dobrý opylovač, plodí záhy a hojně, plody jsou určeny na zpracování a konzumaci. Pokud není deštivé počasí, jsou plody výborné chuti. Odrůda obvykle není vážně napadána škůdci a chorobami. 

## Další názvy
V jiných zemích jsou používány i jiné názvy, například v Německu Ontriopflaume.

## Původ
Odrůda byla introdukována ze Severní Ameriky a rozšířena v roce 1874.

## Vlastnosti
Je poměrně odolná proti mrazu. Pro velkou pravidelnou úrodu chutných plodů vyžaduje živné propustné půdy, zásobené vodou a osluněnou polohu. Obvykle plodí v době, kdy zrají meruňky, takže komerčně není konkurenceschopným produktem. 

### Růst a habitus
Roste zpočátku bujně, ale později tvoří typickou kulovitou převisající korunu. Některé zdroje ovšem uvádějí středně bujný vzrůst.

### Plodnost
Začíná plodit záhy po výsadbě, plodí hojně a pravidelně. Zraje začátkem srpna. 

## Plod
Oválný, délka průměrně 3,7 cm, šířka 3,4 cm. Velikost plodů 50-70 g, při nadměrné plodnosti 40-50 g. Dužina je oddělitelná od pecky. Slupka je zelenavě žlutá, ve zralosti se žlutavými pruhy, plod je ojíněný. Dužnina zelenavě žlutá, šťavnatá s trochou aromatu. Při deštivém počasí je chuť mdlá. Plody jsou vhodné především ke konzervování a konzumaci. Nesnáší přepravu.

## Květy
Je samosprašná. Je dobrý opylovač pro jiné odrůdy renklód.

## Choroby a škůdci
Tolerantní k šarce, málo náchylná k chorobám.